# Quedlinburg
Quedlinburg (Kvedlinburk) je historické město v německé spolkové zemi Sasko-Anhaltsko, ležící na pravém břehu řeky Bode, asi 100 km JZ od Berlína a 50 km JZ od Magdeburgu.
Od roku 1994 je značná část starého města zapsána na Seznamu světového kulturního dědictví UNESCO.

## Geografie
Město leží v severním podhůří pohoří Harz asi 123 m n. m. Historická část města je na západním břehu řeky Bode. Rozloha města činí přibližně 78,15 kilometrů čtverečních.
Nejstarší částí města je Zámecký vrch (Schlossberg) a protější Münzenberg, na sever od nich bylo 994 založeno Staré město a na východ Nové město ze 12. století. Obě části odděluje kanál Mühlgraben. Kolem tohoto historického jádra vznikl na přelomu 19. a 20. století pás bohatých secesních vil a ve 20. století vznikla moderní předměstí, hlavně na východě města.
Ke Quedlinburgu patří vzdálenější městské části Münchenhof, Gerstorfer Burg, Morgenrot a Quarmbeck a od roku 2014 i obce Gernrode a Bad Suderode.

## Historie

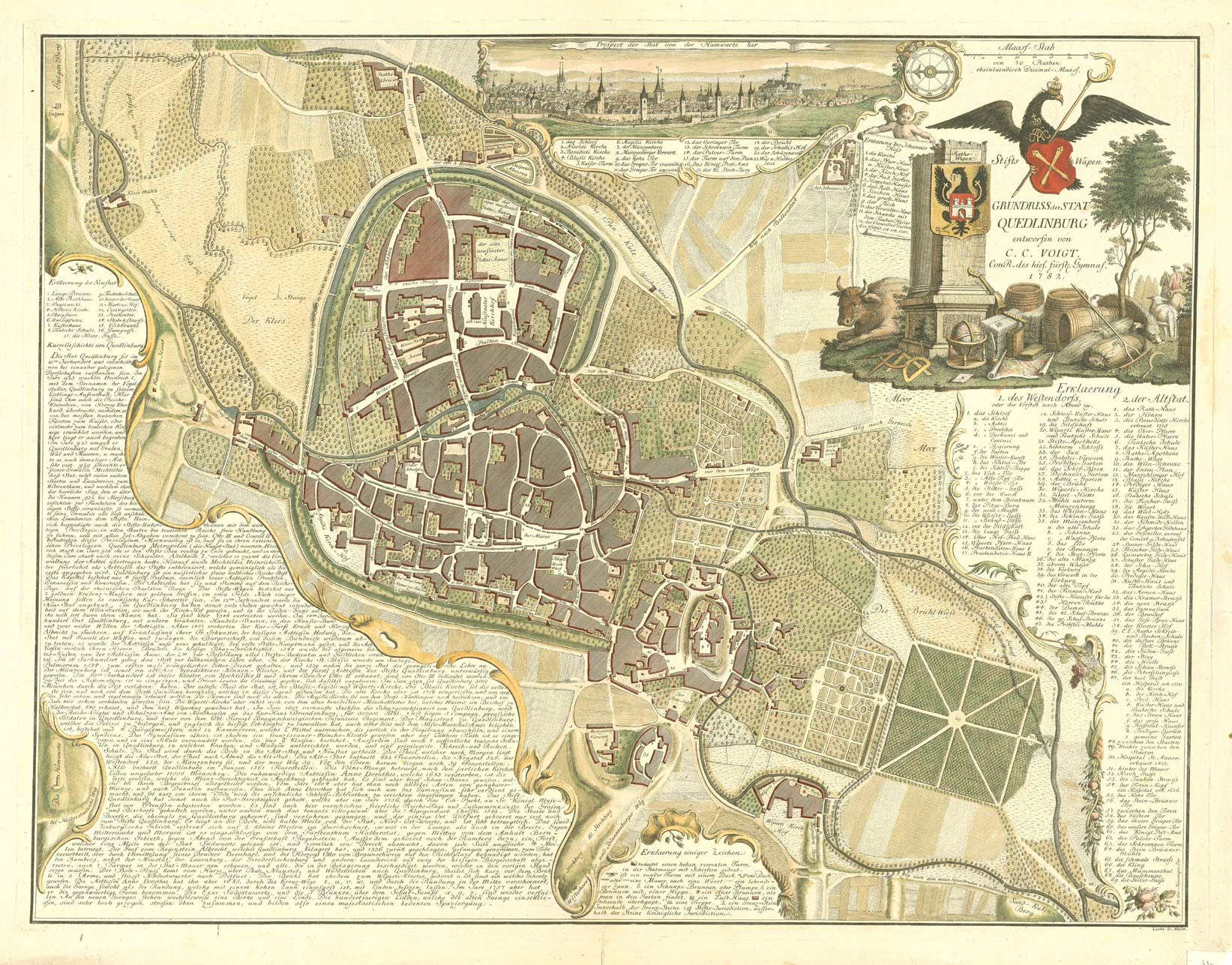
Plán města z roku 1792 (Schlossberg a St. Wiperti je dole, sever je vlevo)

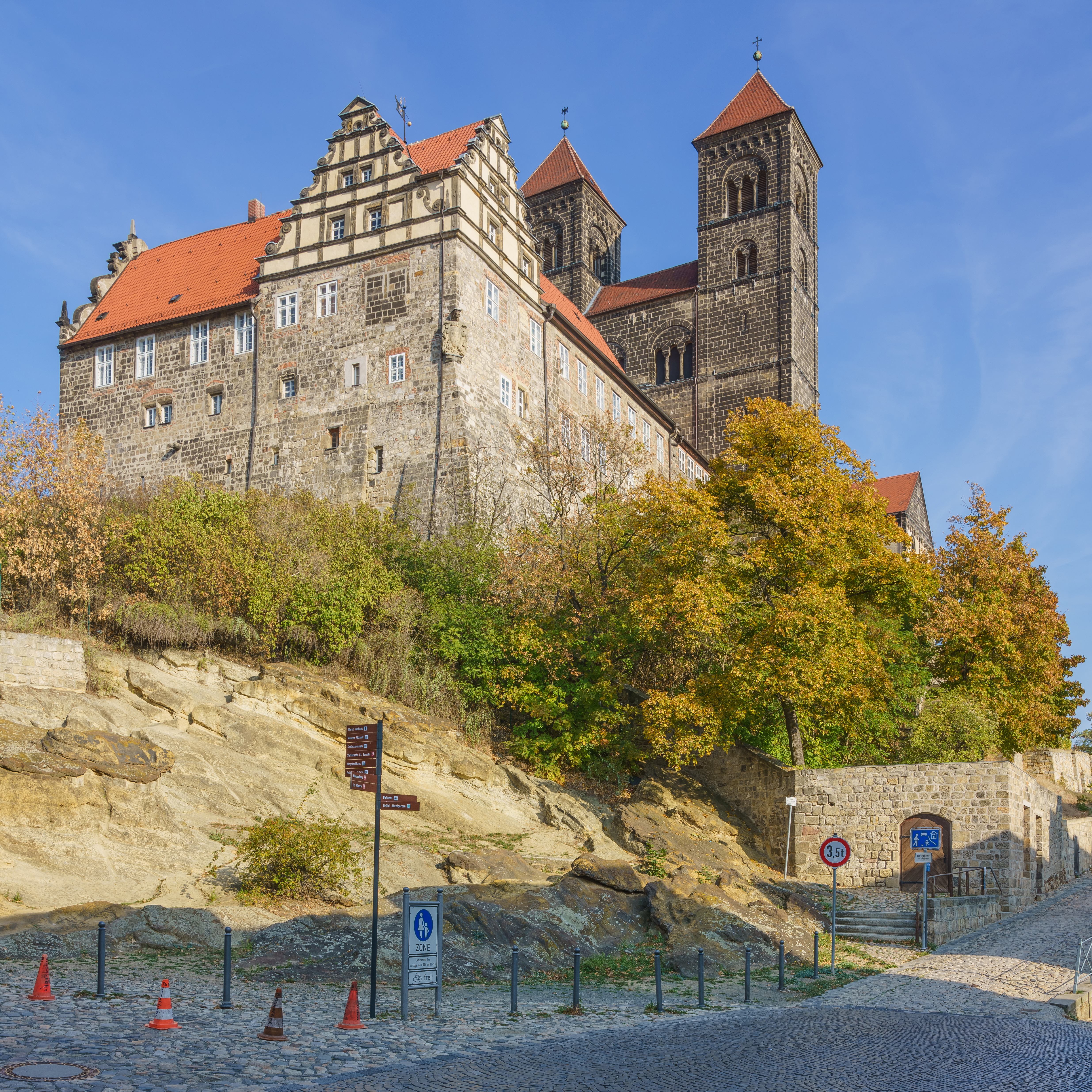
Zámek a dóm sv. Serváce

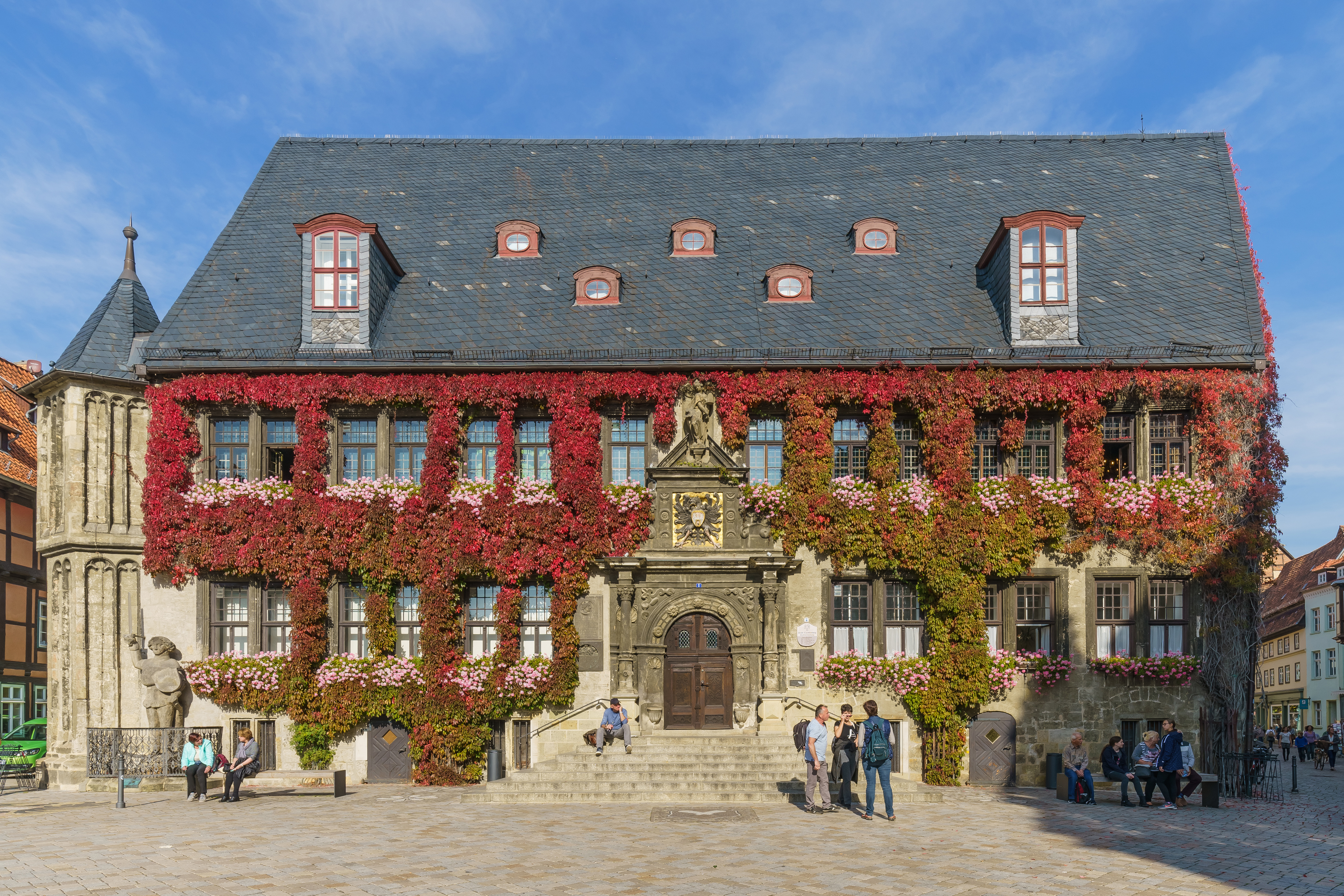
Radnice, vlevo je Roland

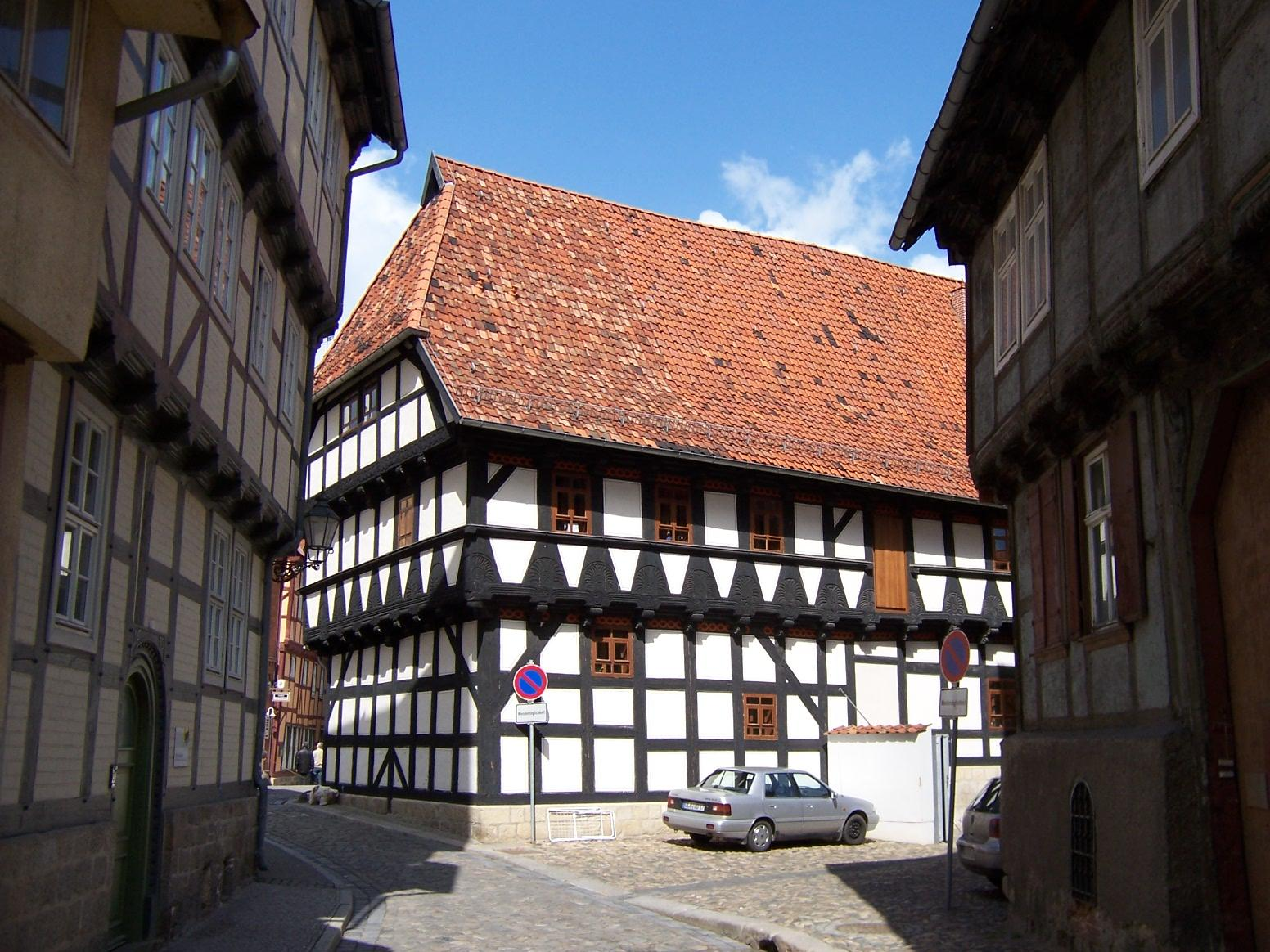
Domy ve Wordgasse

Místo bylo osídleno od starší doby kamenné, z mladší doby kamenné pochází mnoho pohřbů a vykopávek. V polovině 9. století byl patrně založen kostel sv. Wiperta a v 10.–12. století byla na zámeckém vrchu císařská falc. Podle místní pověsti zde měl být roku 919 provolán Jindřich I. Ptáčník císařem (ve skutečnosti se to stalo ve Fritzlaru).
Roku 922 se poprvé zmiňuje villa Quitilingaburg a roku 936 byl Jindřich podle svého přání pohřben v kapli na zdejším hradě. Jeho syn a nástupce Ota I. Veliký potvrdil jeho vdově, královně Matildě, založení ženského kláštera (Damenstift), který pak 30 let vedla a je tam také pohřbena. Roku 973 přijal císař Ota na zdejším hradě přísahu českého knížete Boleslava I. a polského knížete Měška I. Roku 985 zde přijal hold jeho vnuk Ota III., který o rok dříve dal městu práva trhu, mince a cla. Quedlinburský klášter dostal velký majetek a různé cennosti, které jsou zčásti uloženy v klášterním pokladu. Období let 984–1025 popisují tzv. Quedlinburské letopisy, napsané latinsky patrně v klášteře.
V následujících staletích se hlavně kupecké město vzmáhalo, roku 1336 vytvořilo se sousedními městy Halberstadt a Aschersleben trojspolek, který trval 150 let. Vybudovalo si mohutné hradby, které se zčásti zachovaly, a roku 1426 se stalo členem Hanzy. Ve druhé polovině 15. století se město snažilo vymanit z moci abatyše a v povstání roku 1477 se ji pokusili násilím vyhnat. Přivolaná pomoc jejích příbuzných město hladce dobyla a jeho samostatnost naopak omezila.
Za Selské války roku 1526 bylo vypáleno všech pět městských klášterů, roku 1539 se ve městě prosadila reformace a hradní klášter byl proměněn na šlechtický Damenstift, který pak trval až do roku 1806. Velký stavební rozvoj nastal po Třicetileté válce a většina z asi 1300 zachovaných hrázděných domů pochází z této doby. Roku 1698 město obsadilo braniborské vojsko a dostalo se tak do pruského panství.
V 18. a zejména 19. století se v Quedlinburgu a okolí rozvinulo pěstování květin a semenářství, které přineslo značné bohatství. Město dostalo roku 1863 železniční spojení a díky agrárním reformám (Separation) se zdejší pěstitelství dostalo na mezinárodní úroveň. Oslavy tisíciletí císaře Oty I. (936–1936) zneužili nacisté k propagační kampani, románský hradní kostel se pod vedením H. Himmlera stal „slavnostní síní“ SS a nacisté dokonce předstírali, že našli císařovy ostatky.
Židovští obyvatelé byli odvlečeni do koncentračních táborů, v okolí města vznikly jejich pobočky a v nouzových lazaretech bylo od roku 1943 až 8 tisíc raněných. V dubnu 1945 město téměř bez boje obsadila americká armáda a od července patřilo do sovětské okupační zóny, později do NDR. Demonstrace 17. července 1953 musela potlačovat i sovětská armáda. Několik významných budov bylo sice opraveno, ale přes snahy místních lidí historická substance města chátrala a uvažovalo se dokonce o plošném zbourání historického města. Teprve po roce 1990 se velká část dočkala oprav, nejsevernější část se však už zachránit nepodařilo.
Počet obyvatel samého města, až do 19. století kolem 8–10 tisíc, začal od roku 1850 růst, roku 1950 dosáhl maxima (přes 35 tisíc) a do roku 2013 klesl na 21 tisíc.

## Doprava

### Silniční
Město leží na styku silnic B 79 a B 6. Severně od města vede dálnice A36 spojující dálnici A14, která je od města vzdálena 40 km na východ, a dálnici A395 ležící 44 km na západ.

### Železniční
Od roku 1863 je Quedlinburg na trati Halberstadt – Thale a roku 2006 byl obnoven provoz na úzkokolejné trati napříč pohořím Harz (Quedlinburg – Gernrode – Harzgerode – Nordhausen), která se provozuje většinou s parními lokomotivami.
Denně v hodinových intervalech jezdí rychlík Magdeburg – Halberstadt – Quedlinburg – Thale a o víkendech expres Berlín – Magdeburg – Quedlinburg – Thale.

### Letecká
Čtyři kilometry jihovýchodně od Quedlinburgu se nachází letiště Ballenstedt Quedlinburg. Přibližně 22 km severovýchodně od města je letiště Magdeburg-Cochstedt, které bylo znovu otevřeno v září 2006.
Nejbližší mezinárodní letiště s linkovými lety jsou letiště Lipsko/Halle (90 km, na jihovýchodě) a letiště Hannover (120 km, na severozápadě).

## Památky
- Románský dóm sv. Serváce na Zámeckém vrchu z let 1070–1125 se dvěma věžemi a rozsáhlou kryptou s náhrobky z 10.–15. století. Vysoký gotický chór byl přestavěn roku 1320.
  - Chrámový poklad ukazuje vzácné předměty (relikviáře, nádoby, rukopisy) z 8.–16. století, většinou dary otónských císařů. Zvlášť cenný je zlomek ilustrované latinské Bible ze 4. století a vyšívaný figurální koberec ze 12. století.
- Kostel sv. Wiperta, kdysi klášterní, s raně románskou kryptou (kolem roku 1020)
- Pozdně gotický kostel sv. Jiljí (St. Aegidii) se dvěma věžemi na Starém městě
- Raně gotický kostel sv. Mikuláše na Novém městě, trojlodní bazilika se dvěma věžemi
- Gotická radnice se sochou Rolanda jako znakem městské svrchovanosti
- Asi 2000 historicky cenných domů, zejména hrázděných, z nichž přes 1300 je památkově chráněno. Zhruba polovina z nich byla po roce 1990 opravena.
- Zámecké muzeum ukazuje dějiny a vývoj města
- Muzeum v rodném domě básníka F. G. Klopstocka (1724–1803) ukazuje počátky německého obrození
- Ständerbau, muzeum hrázděné architektury v jednom z nejstarších zachovaných domů
- Muzeum modelových železnic a historických hraček
- Muzeum Lyonela Feinigera, německo-amerického výtvarníka z okruhu Bauhausu

## Partnerská města
- Aulnoye-Aymeries, Francie (1961)
- Celle, Německo (1991)
- Hameln, Německo (1991)
- Hannoversch Münden, Německo (1991)
- Herford, Německo (1991)

## Galerie

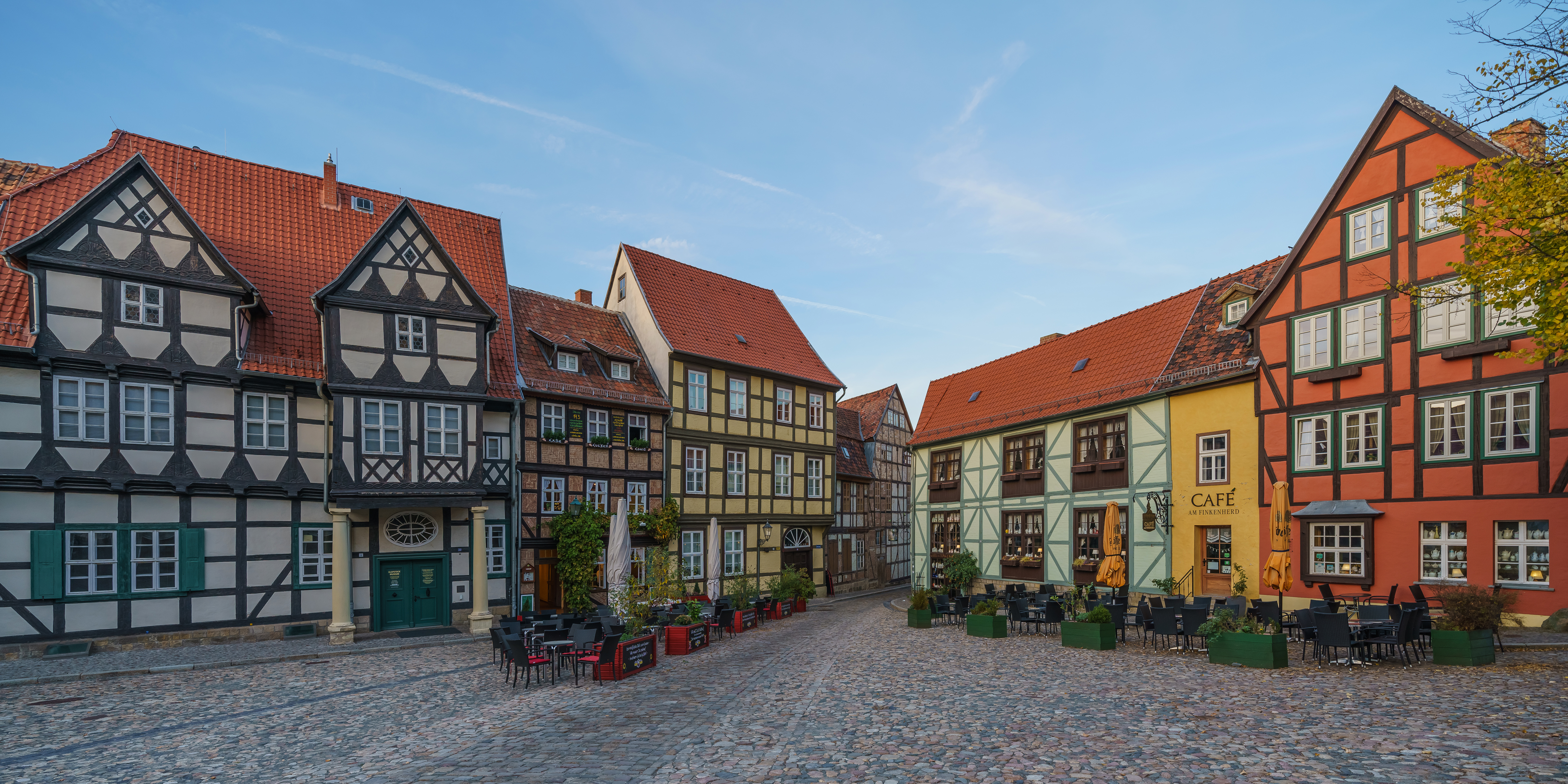
Staré město
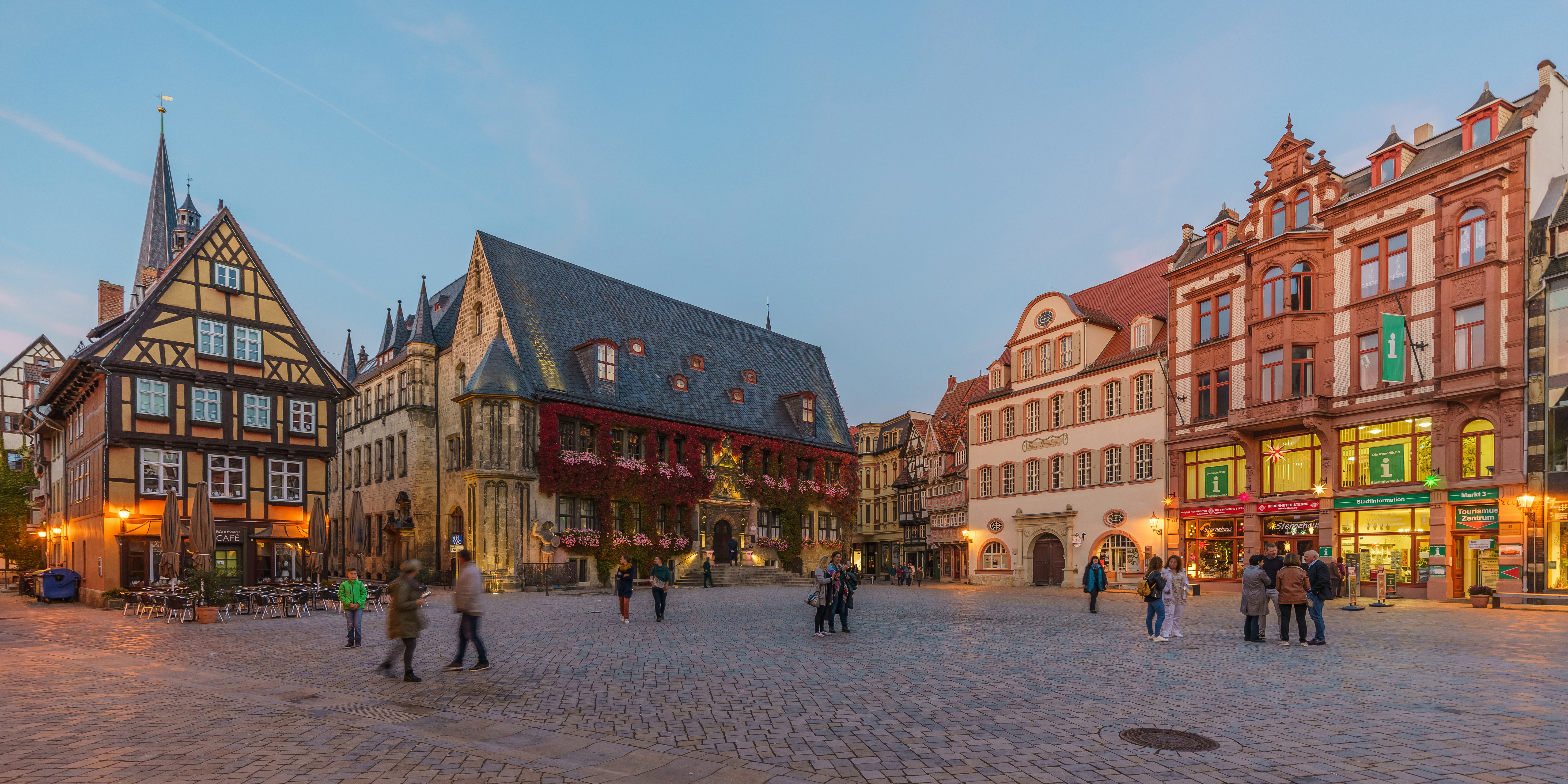
Radnice
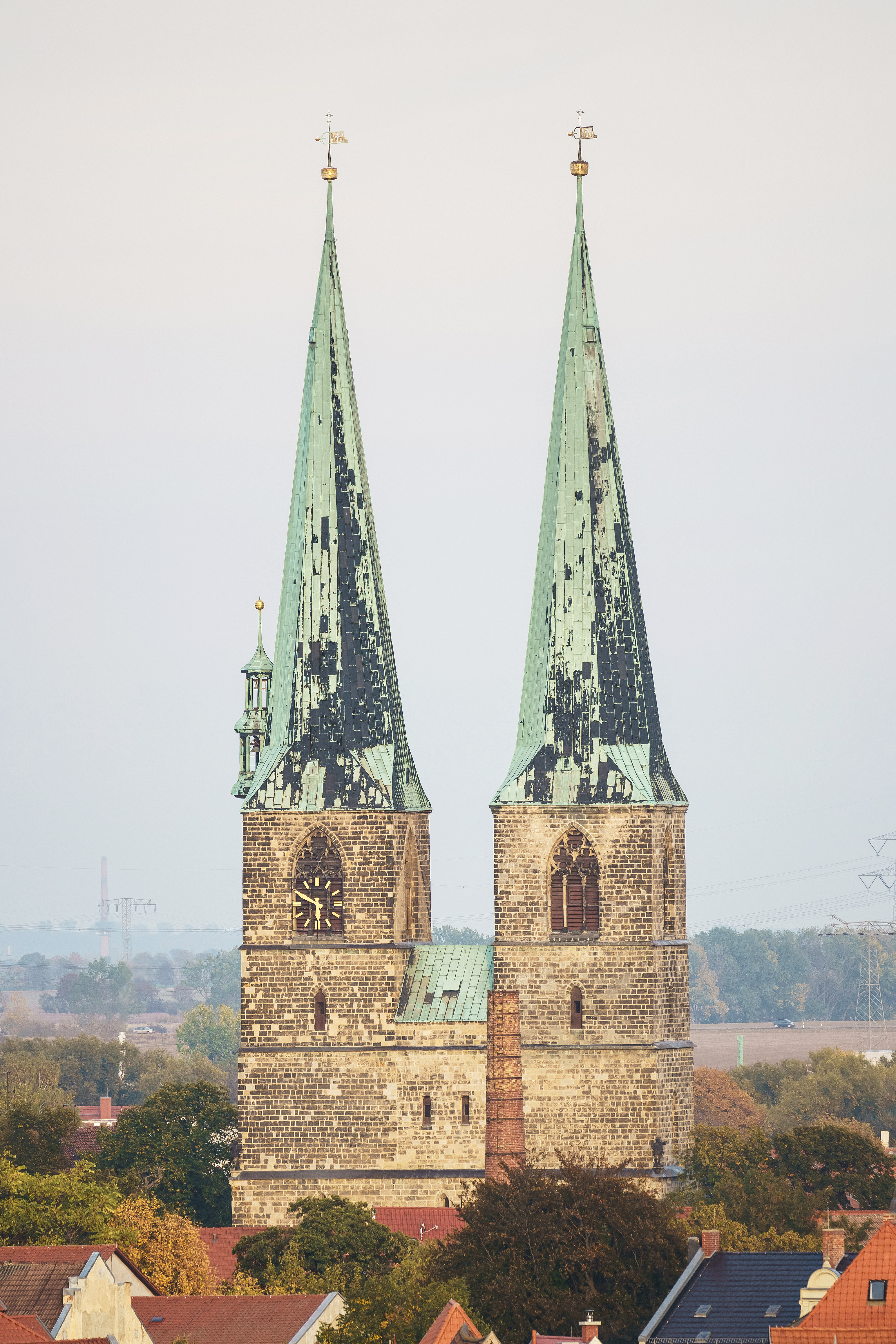
Kostel sv. Mikoláše
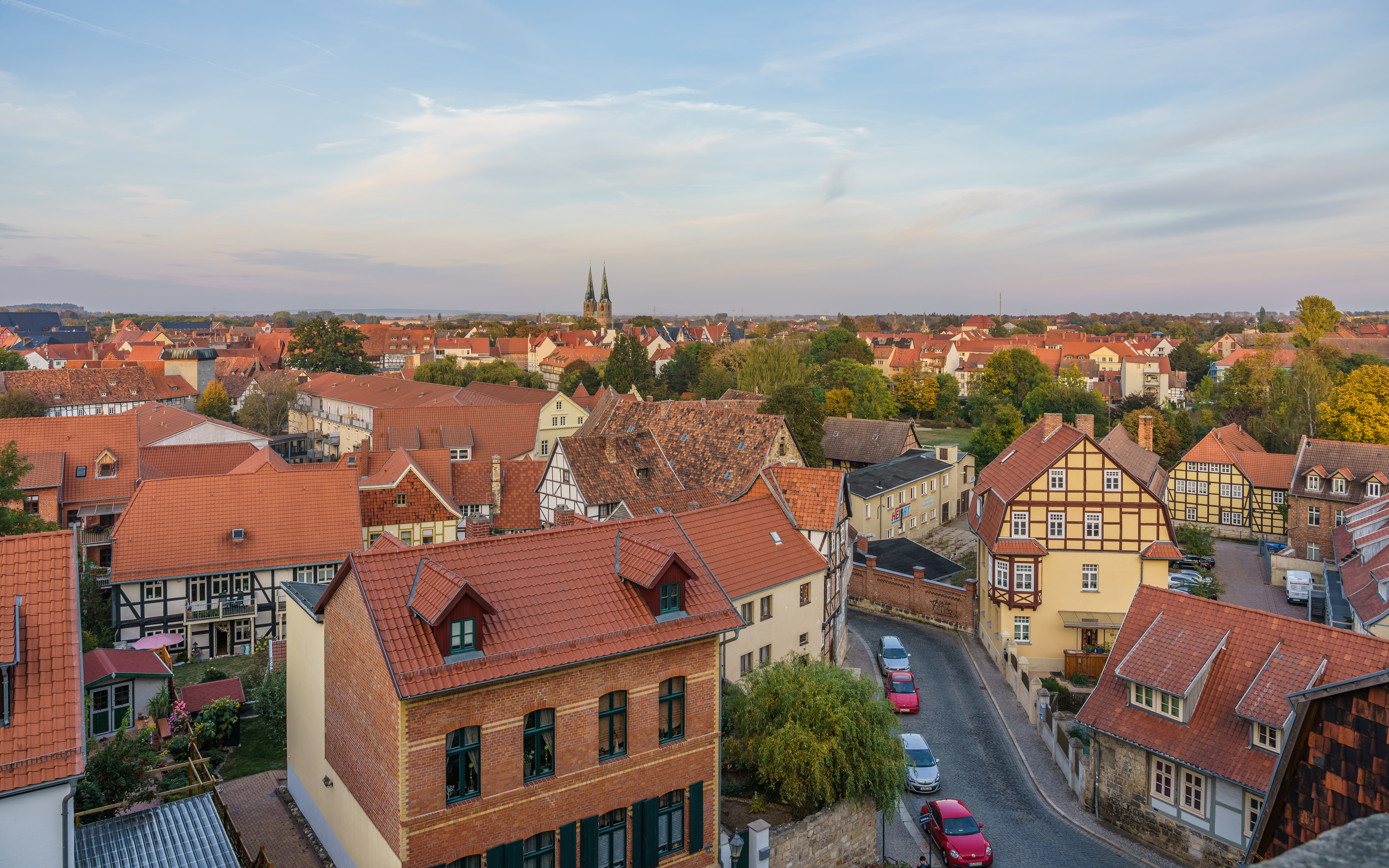
Domy pod zámkem
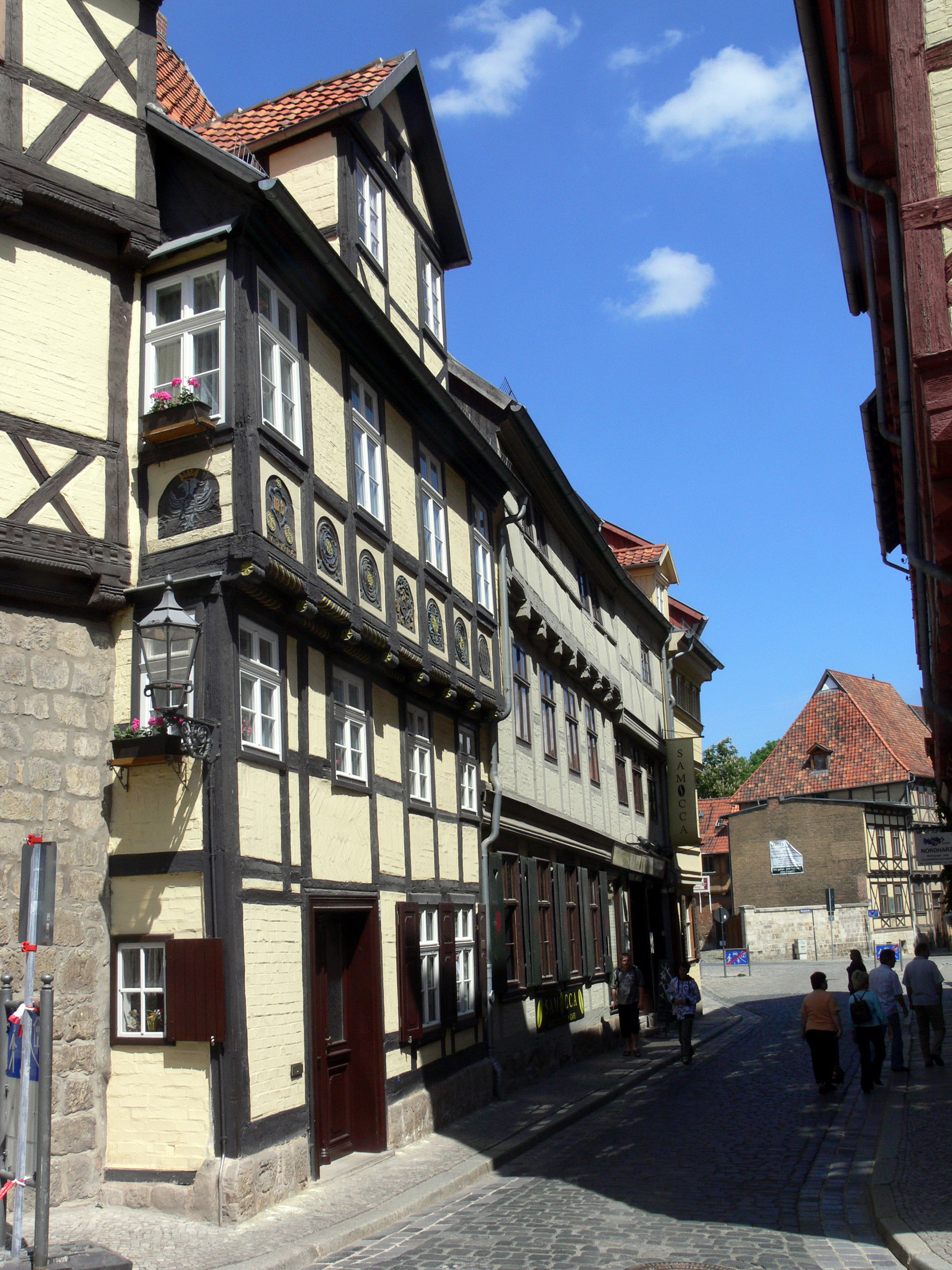
Lange Gasse (Dlouhá ulice)
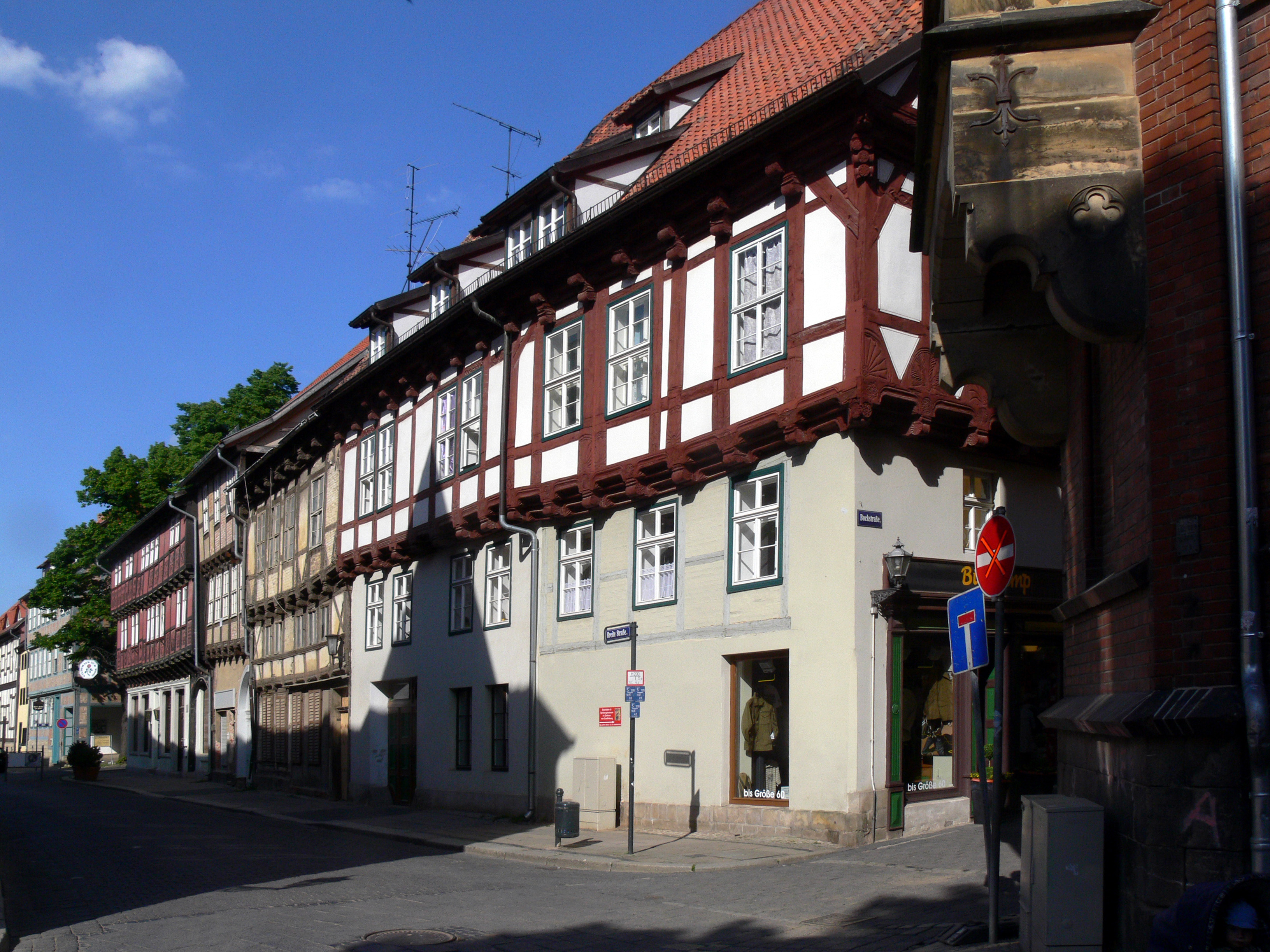
Breite Straße (Široká ulice)
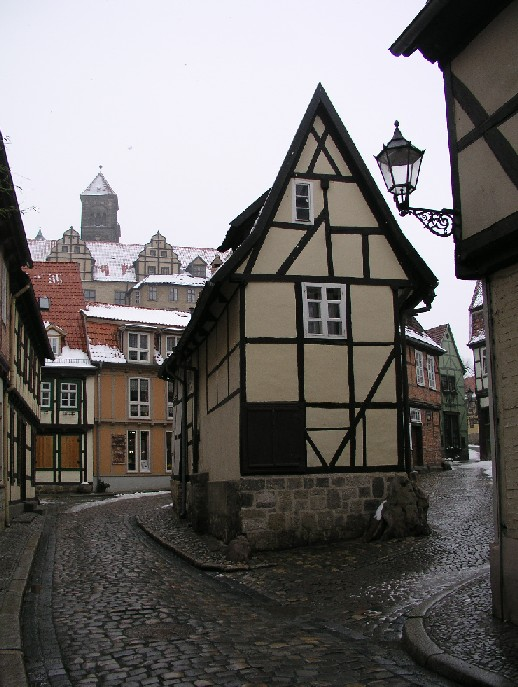
Finkenherd, v pozadí zámek
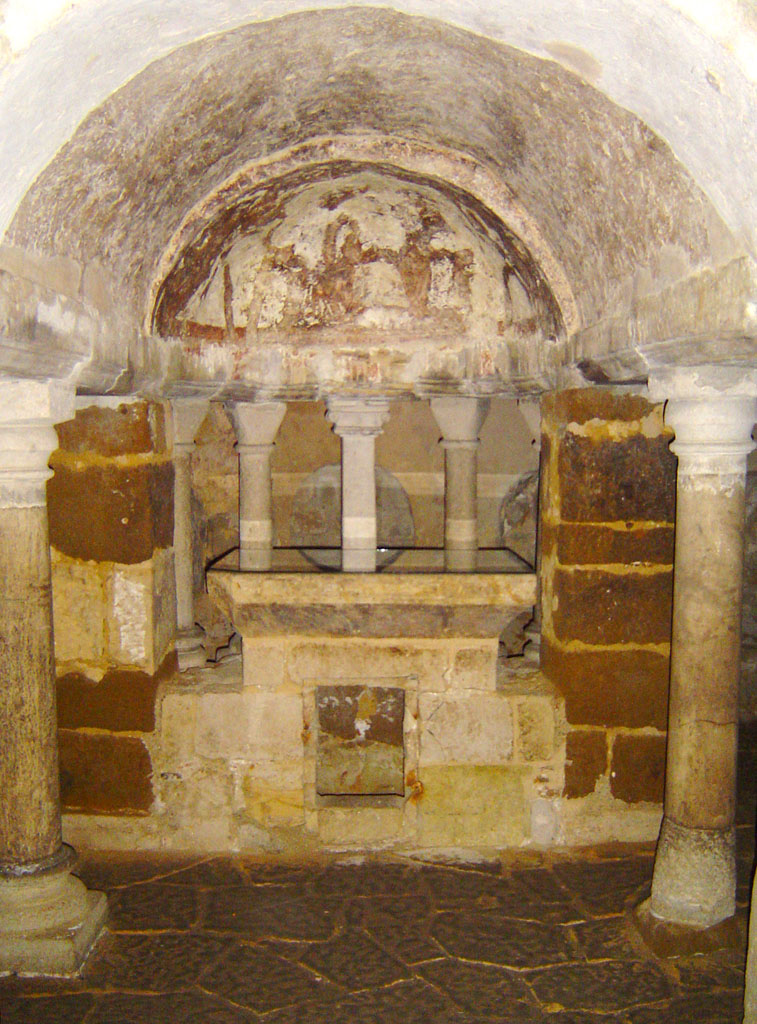
Krypta u sv. Wiperta